# Ока (притока Волги)
Ока́ (рос. Ока, ерз. Йока) — річка в Європейській частині Росії, найбільша з правих приток Волги. Довжина приблизно становить 1500 км. Площа басейну 245 тис. км².

## Походження назви
Існують кілька гіпотез походження назви Ока: балтійська, фінська, германська.
В. М. Топоров виводив гідронім з балтійських мов, зіставляючи Ока з рядом литовських назв озер і латиських мікрогідронімів, утворених від лит. akis, латис. acis, що мають такі значення: 1) «око»; 2) «ополонка»; 3) «невеликий відкритий водний простір на заростаючому озері, болоті»; 4) «опар, незамерзаюче місце на річці, озері, болоті» 5) «джерело, яке б'є з глибини». Балтійська топоніміка поширена у верхній течії річки (район поширення племені голядь).
Фінська версія пов'язує гідронім з фін. jokki, joki («річка») чи з марі aka, akaj («старша сестра»). Обґрунтовується тим, що до приходу слов'ян у нижній течії Оки жили фінські племена (мещера, мурома). Окрім того, дослідники звертали увагу на те, що ця назва трапляється серед річок, що впадають у Біле море, у басейні р. Уфи, і навіть у Східному Сибіру (Ока — ліва притока Ангари), отже, не виключається зв'язок гідроніма з племенами, які прийшли із Зауралля в центр і на північ Європейської Росії.
М. Фасмер порівнював назву Ока з давн.в-нім. aha, сер.-в.-нім. ahe, лат. aqua («вода»).

## Течія
Річка має виток із джерела в селі Олександрівка Орловської області, далі тече в північному напрямку і в Орлі зливається з Орликом, у Тульській області — з Упою, біля Калуги при злитті з Угрою робить різкий поворот праворуч і після протікання через Алексин знову повертає на північ, а потім біля Протвіно знову повертає на схід. На ділянці від Серпухова до Ступіно приблизно уздовж Оки є межа Московської і Тульської областей. Біля міста Коломна Ока робить закрут і потім тече на південь. У Рязанській області через горбкувату місцевість Ока меандрує. Біля злиття з річкою Пронею Ока, роблячи закрут, повертає праворуч, а після злиття з річкою Пара знову тече на північ і, роблячи біля Касимова помітний великий закрут, продовжує текти на північ. Далі з помітними закрутами тече, розділяючи Владимирську і Нижньогородську області, і протікає також через Муром, Павлово. Наприкінці свого плину Ока доходить до Нижнього Новгорода, де впадає у Волгу.

## Міста та області
Найбільші міста на Оці — Орел, Калуга, Алексин, Серпухов, Ступіно, Коломна, Рязань, Касимов, Муром, Павлово, Дзержинськ, Нижній Новгород.